# Fatou Jallow
 (août 2023).
Ne doit pas être confondu avec Fatoumata Jallow.
Fatou A. Jallow, de son nom de plume Toufah Jallow, est une personnalité gambienne. Ayant d'abord accédé à la notoriété en tant que reine de beauté, elle change entièrement de vie après avoir porté des accusations de viol à l'encontre de l'ancien président gambien Yahya Jammeh et s'exile, puis devient militante féministe.

## Biographie
Fatou A. Jallow naît en 1996 au sein de l'ethnie peule. 
Elle suit sa scolarité à la Nusrat Senior Secondary School.
Elle remporte à l'été 2014 le concours de beauté de la « Miss 22 juillet » (Miss July 22nd  Beauty and Scholarship Pageant) organisé par le président d'alors, Yahya Jammeh. Le prix lui permet de gagner également un cursus d'études ; elle souhaite alors faire des études et s'engager contre la pauvreté et la faim en Gambie. Elle a alors 18 ans. En septembre de la même année, elle entame à l'université à Gambia College à Brikama un cursus d'études pour devenir enseignante.
Durant la période qui suit le concours, le président Yahya Jammeh annonce publiquement à plusieurs reprises qu'il souhaite épouser Fatou Jallow, ce qu'elle refuse. Fatou Jallow est invitée au palais présidentiel à Banjul puis disparaît pendant plusieurs semaines. D'après le témoignage paru dans Kibaaro en juin 2015, Yahya Jammeh a harcelé sexuellement Fatou Jallow durant la période qui a suivi le résultat du concours de 2014 et lui a offert des cadeaux.
Comme Jallow l'explique en 2019, Fatou Jallow fuit la Gambie en juin 2015 et gagne Dakar au Sénégal. Elle y cherche de l'aide auprès de plusieurs organisations humanitaires. Le 6 août 2015, elle reçoit l'asile au Canada, et réside depuis à Toronto. Elle y suit une thérapie et étudie le travail social. Vers 2019, elle travaillait au service client d'une entreprise de télécommunications et s'engageait auprès d'un refuge pour les femmes victimes de violences.

## Accusations de viol
En juin 2019, Fatou Jallow formule des accusations de viol à l'encontre de l'ancien président et dictateur gambien Yahya Jammeh auprès des organisations non gouvernementales Human Rights Watch et TRIAL. Elle choisit de ne pas témoigner de manière anonyme afin de donner à d'autres femmes le courage de témoigner à leur tour. Deux autres femmes, ayant été embauchées comme protocol girls par Jammeh, témoignent à leur tour, de manière anonyme, et accusent également Jammeh d'avoir cherché à acheter des services sexuels par des offres de cadeaux puis de les avoir violées.
Ces témoignages s'inscrivent dans le contexte d'enquêtes portant plus généralement sur les exactions commises durant ses années passées au pouvoir par Yahya Jammeh, vaincu lors des élections présidentielles de 2016. Le Ministre de la justice et garde des Sceaux Abubacarr Tambadou et Salieu Taal, président de la Gambia Bar Association (GBA), saluent le courage de Jallow et incitent ses autres victimes à briser le silence à leur tour afin de pouvoir traduire Jammeh en justice. L'organisation de lutte pour les droits des femmes Female Lawyers Association Gambia (FLAG) se joint à cet appel.
Ousman Rambo Jatta, représentant du parti Alliance patriotique pour la réorientation et la construction, alors dirigé par Yahya Jammeh, accuse Fatou Jallow de mensonge et déclare que Jammeh est « un chef respectacle et pieux qui craint Dieu et n'a que du respect pour nos femmes de Gambie »,.

## Œuvres
- 2021, avec Kim Pattaway :  Toufah, The Woman Who Inspired an African #MeToo Movement, Steerforth Press.  (ISBN 978-1-58642-300-1)